# Tolga Çavdar
Tolga Çavdar (* 14. Januar 1984 in Izmir) ist ein türkischer Fußballspieler.

## Karriere
Çavdar kam 1984 in der westtürkischen Metropole Izmir auf die Welt und begann hier 1999 in der Jugend von Izmirspor mit dem Vereinsfußball. 2004 wurde er dann mit einem Profivertrag ausgestattet in den Profikader aufgenommen. Ihm gelang auf Anhieb der Sprung in die Stammformation. Nachdem er drei Jahre durchgängig für diesen Verein gespielt hatte, wechselte er zum Sommer 2007 zum Zweitligisten Giresunspor. Nach eineinhalb Jahren bei Giresunspor wechselte er innerhalb der Liga zu Kartalspor. Für die Istanbuler spielte er dann die nächsten dreieinhalb Jahre lang.
Mit dem Vertragsende mit Kartalspor zum Sommer 2012 wechselte er zum Drittligisten Kahramanmaraşspor. Mit diesem Verein erreichte er zum Saisonende die Meisterschaft der TFF 2. Lig und damit den Aufstieg in die TFF 1. Lig. Nach diesem Erfolg verließ er den Verein und heuerte beim Drittligisten Göztepe Izmir an. 2015 wechselte er schließlich zu Manisaspor. 

## Erfolge
- Mit Kahramanmaraşspor
  - Meister der TFF 2. Lig: 2012/13
  - Aufstieg in die TFF 1. Lig: 2012/13